# Trimer
Ein Trimer (v. griech. trimeres ‚dreiteilig‘) ist ein Molekül, das aus drei Untereinheiten, den Monomeren, besteht. Die chemische Reaktion zur Bildung eines Trimers wird als Trimerisation (auch Trimerisierung; s. dort für Beispiele) bezeichnet. Das Trimer ist also die dem Dimer nachfolgende Struktur auf dem Weg von einem Monomer über Oligomere hin zu Polymeren.
Besteht ein Trimer aus identischen Untereinheiten, wird es als „Homotrimer“, „homotrimere Verbindung“, „homotrimerer Komplex“ o. Ä. bezeichnet. Bilden verschiedene Untereinheiten das Trimer, wird auch die Bezeichnung „Heterotrimer“, „heterotrimere Verbindung“, „heterotrimerer Komplex“ o. Ä. verwendet.
Bezeichnungen höherer Oligomere, beispielsweise Tetramer oder Pentamer, werden üblicherweise nicht mehr als solche mit ebendiesen Zahlwörtern benannt, können jedoch in Einzelfällen – wie bei Proteinkomplexen in der Biochemie – Verwendung finden.